# Partecipanti al Tour de France 1907
Qui di seguito viene riportato l'elenco dei partecipanti al Tour de France 1907.

## Corridori
Nota: R ritirato; S squalificato; NP non partito
| 1  | Édouard Wattelier  | R 1ª  | 36 | Louis Lavalette      | R 3ª  | 71  | Gustave Garrigou      | 2º    |
| 2  | Augustinn Ringeval | 8º    | 37 | Jules Chabas         | R 6ª  | 72  | Henri Cornet          | R 4ª  |
| 3  | Lucien Pothier     | R 4ª  | 38 | Louis Gardent        | R 5ª  | 73  | Émile Georget         | 3º    |
| 4  | François Faber     | 7º    | 39 | Louis Lorillon       | 28º   | 76  | Jean-Michel Teychenne | R 5ª  |
| 5  | Constant Menager   | R 7ª  | 40 | Carlo Galetti        | R 6ª  | 78  | Georges Jeanblanc     | R 1ª  |
| 6  | Alfred Faure       | R 2ª  | 42 | Luigi Ganna          | R 6ª  | 79  | Jean Vezie            | R 2ª  |
| 7  | Gaston Tuvache     | 16º   | 43 | Eberado Pavesi       | 6º    | 80  | Georges Devilly       | R 6ª  |
| 8  | Albert Chartier    | 33º   | 44 | Léon Aumonier        | R 7ª  | 81  | Charles Jeanperin     | R 4ª  |
| 9  | Prosper Rau        | R 2ª  | 45 | Cyrille Van Hauwaert | R 10ª | 82  | Auguste Dufour        | R 8ª  |
| 10 | Marcel Cadolle     | R 7ª  | 46 | Alzir Vivier         | 15º   | 83  | Octave Noel           | 30º   |
| 11 | Louis Trousselier  | R 10ª | 47 | François Poiry       | R 11ª | 84  | François Lafourcade   | 13º   |
| 12 | Lucien Mazan       | 1º    | 48 | Marceau Narcy        | 22º   | 86  | Pierre Privat         | 11º   |
| 13 | Henri Lignon       | R 10ª | 49 | Joseph Ponthieu      | R 6ª  | 87  | François Beaugendre   | 5º    |
| 14 | Marcel Lequatre    | R 2ª  | 50 | Georges Landrieu     | R 10ª | 88  | Philippe Pautrat      | 19º   |
| 16 | Albert Baudet      | 25º   | 52 | Martin Soulie        | R 7ª  | 89  | Aloïs Catteau         | 9º    |
| 17 | Noël Prevost       | R 1ª  | 53 | Honoré Genin         | 23º   | 90  | Marcel Lecuyer        | R 10ª |
| 18 | Ferdinand Payan    | 10º   | 54 | Claude Cursillat     | R 2ª  | 92  | Julien Gabory         | R 11ª |
| 19 | Armand Roume       | R 6ª  | 55 | Charles Crupelandt   | R 3ª  | 93  | Ernest Ricaux         | R 11ª |
| 22 | Baptiste Roux      | 18º   | 56 | André Sevestre       | R 6ª  | 94  | Marcel Godivier       | R 8ª  |
| 23 | Paul Adeh          | R 1ª  | 57 | Alfred Le Bars       | 26º   | 95  | Jules Bertholat       | R 1ª  |
| 24 | Marcel Dozol       | 32º   | 58 | Jacques Mendes       | R 6ª  | 97  | Christophe Laurent    | R 11ª |
| 25 | Marcel Lallement   | R 13ª | 59 | Henri Pepin          | R 5ª  | 98  | Joseph Rouaix         | R 8ª  |
| 26 | Fernand Vercher    | R 10ª | 61 | Marius Vilette       | 14º   | 99  | Eugène Delhaye        | 17º   |
| 27 | Gabriel Mathonat   | R 4ª  | 62 | Eloi Guichard        | R 5ª  | 100 | Anselme Mazan         | R 7ª  |
| 28 | Léon Riche         | R 5ª  | 63 | Julien Maitron       | R 12ª | 101 | Henri Star            | R 7ª  |
| 29 | Georges Fleury     | 12º   | 64 | Arsène Tuale         | R 1ª  | 103 | Raymond Etcheverry    | R 1ª  |
| 30 | Georges Bronchard  | 21º   | 65 | Alfred Quenon        | 27º   | 104 | Albert Geraud         | 31º   |
| 31 | Henri Timmermann   | 20º   | 66 | Jean Dargassies      | R 5ª  | 105 | Édouard Wattelier     | 24º   |
| 32 | David Dupont       | R 10ª | 67 | Henri Anthoine       | R 6ª  | 106 | Anton Jaeck           | R 2ª  |
| 34 | Henri Gauban       | R 11ª | 68 | Léon Georget         | R 10ª | 108 | Pierre Desvages       | R 5ª  |
| 35 | Gaston Angeli      | R 3ª  | 70 | Georges Passerieu    | 4º    | 109 | René Fleury           | 29º   |